# Richard Pramotton
Richard Pramotton ([ʁiˈʃaʁ pʁamɔˈtɔ̃]; 9 maggio 1964) è un ex sciatore alpino italiano.

## Biografia
Originario di Courmayeur e fratello di Roger, a sua volta sciatore alpino, in Coppa del Mondo ottenne il primo piazzamento di rilievo il 5 marzo 1985 ad Aspen in slalom gigante (10º) e il primo podio l'8 dicembre successivo a Puy-Saint-Vincent nella medesima specialità (3º); esordì ai Campionati mondiali in occasione della rassegna iridata di Bormio 1985, classificandosi 13º sempre nello slalom gigante.
Conquistò tre vittorie in Coppa del Mondo, tutte nel 1986 in slalom gigante: la prima il 28 gennaio sulla pista Chuenisbärgli di Adelboden, davanti all'altro azzurro Marco Tonazzi, l'ultima il 14 dicembre sulla Gran Risa dell'Alta Badia. Ai Mondiali di Crans-Montana si classificò 11º nel supergigante, suo ultimo piazzamento iridato, e in quella stessa stagione 1986-1987 divenne il primo italiano dai tempi della Valanga azzurra ad arrivare nei primi cinque posti della classifica generale di Coppa del Mondo (5º) e fu 3º in quella di slalom gigante.
Nel massimo circuito internazionale ottenne l'ultimo podio il 20 dicembre 1987 a Kranjska Gora in slalom speciale (2º) e l'ultimo piazzamento il 23 marzo 1993 a Oppdal in slalom gigante (24º); si ritirò al termine della stagione 1994-1995 e la sua ultima gara fu uno slalom gigante FIS disputato il 5 aprile a Courmayeur. Non prese parte a rassegne olimpiche.

## Palmarès

### Coppa del Mondo
- Miglior piazzamento in classifica generale: 5º nel 1987
- 10 podi (1 in supergigante, 7 in slalom gigante, 2 in slalom speciale):
  - 3 vittorie
  - 3 secondi posti
  - 4 terzi posti

#### Coppa del Mondo - vittorie
| Data             | Località   | Paese    | Specialità |
| ---------------- | ---------- | -------- | ---------- |
| 28 gennaio 1986  | Adelboden  | Svizzera | GS         |
| 30 novembre 1986 | Sestriere  | Italia   | GS         |
| 14 dicembre 1986 | Alta Badia | Italia   | GS         |

Legenda:

GS = slalom gigante

### Coppa Europa
- Miglior piazzamento in classifica generale: 4º nel 1992

### Campionati italiani
- 11 medaglie[3]:
  - 4 ori (combinata nel 1983; slalom gigante, slalom speciale nel 1986; combinata nel 1987)
  - 5 argenti (combinata nel 1982; slalom gigante nel 1985; supergigante nel 1986; slalom gigante, slalom speciale nel 1987)
  - 2 bronzi (slalom gigante nel 1984; supergigante nel 1987)